# Rezgés

Egytömegű, ideális lengőrendszer

A mechanikai rezgés vagy lengés oszcilláló mozgást jelent egy egyensúlyi állapot körül. Az oszcillálás lehet periodikus, mint például egy inga esetén, vagy rendezetlen, véletlenszerű, mint például egy gépkocsikerék mozgása a karosszériához képest, göröngyös úton. A rezgés és lengés szavak fizikai tartalma azonos, a magyar köznyelvben a gyors lengéseket rezgésnek szokás mondani, a lassúak a lengések. A testek rezgésével foglalkozó tudomány a lengéstan, de analízisével a rezgésanalízis foglalkozik.
A rezgés esetenként kívánatos lehet. Ilyen például a hangvilla, vagy a nyelvsíp rezgése fúvós hangszerek vagy harmonika esetén, vagy egy hangszóró kúpjának rezgése, ezeknek az eszközöknek működéséhez elengedhetetlen a rezgésük.
Sok esetben a rezgés kerülendő, mivel energiaveszteséget, nemkívánatos hangot, zajt okoz, kopással jár és instabilitáshoz, akár anyagtöréshez is vezethet. Így például gépek, motorok, vagy bármely mechanikus eszköz működésekor általában károsak a rezgések. A rezgéseket okozhatja a forgórészek kiegyensúlyozatlansága, súrlódás, rosszul illeszkedő, kopott fogaskerekek, stb. A gondos tervezés és kivitelezés a nemkívánatos rezgéseket általában minimálisra csökkenti.
A hangok, a zaj és a rezgés vizsgálata szorosan összefüggő területek. A hangot, vagyis a nyomáshullámokat rezgő szerkezetek keltik (például a hangszálak) és nyomáshullámok rezgéseket tudnak kelteni (például a dobhártyán). Ilyen módon, ha zajcsökkentésre törekszünk, az gyakran rezgéscsökkentéssel érhető el.

## Rezgéstípusok
Szabad rezgés akkor  alakul ki, ha egy mechanikai rendszert kezdeti állapotba „húzunk fel”, majd engedjük, hogy szabadon rezegjen. Ennek példája lehet az, ha egy gyereket meglendítünk a hintán, majd magára hagyjuk, vagy megütünk egy hangvillát és hagyjuk zengeni. A mechanikai rendszer ekkor rezgéseket fog végezni egy vagy több sajátfrekvenciájával, majd a rezgés csillapodik és megáll.
Gerjesztett rezgés során a mechanikai rendszerre alternáló erő vagy mozgás hat. Példa erre egy rosszul kiegyensúlyozott mosógép rázkódása, a közlekedés okozta rezgés (melyet elhaladó teherautó okoz) vagy egy épület rezgése földrengés folyamán.
A gerjesztett rezgés során a rezgés frekvenciája a gerjesztés frekvenciájától függ, de erőssége szoros összefüggésben van a mechanikai rendszer jellemzőivel.

## Rezgésvizsgálat
A rezgésvizsgálat alapjait egy egyszerű tömeg-rugó modell, úgynevezett egytömegű lengőrendszer viselkedésén lehet megérteni. Valóban, egy olyan összetett szerkezet viselkedését, mint amilyen egy gépkocsi, részenkénti tömeg-rugó-csillapítás modellek összerakásával lehet modellezni. A tömeg-rugó-csillapítás modell az egyszerű harmonikus oszcillátor példája, és így a viselkedését leíró matematikai eszközök azonosak más egyszerű harmonikus oszcillátorok vizsgálatával, mint amilyen például egy egyszerű villamos rezgőkör.
Megjegyzés: Ez a szócikk nem tartalmazza a lépésenkénti matematikai levezetést, csak a fontosabb egyenleteket és a rezgésvizsgálat fontosabb elveit mutatjuk meg. Amennyiben az olvasót a részletek érdeklik, forduljon a hivatkozott irodalomhoz.

### Csillapítatlan szabad rezgés

Egyszerű tömeg-rugó modell

Egyszerűsége miatt vizsgáljuk meg a tömeg–rugó rendszert abban az esetben, ha minden csillapítást elhanyagolunk és nincs külső erő, amely hatna a rendszerre (vagyis a rendszer szabad rezgést végez).
A tömegre ható rugóerő arányos az „x” kitéréssel (feltételezzük, hogy nyugalmi állapotban a rugót a tömeg súlya már előfeszítette). Az arányossági együttható, k a rugómerevség, egysége erő/elmozdulás (N/m):
{\displaystyle F_{s}=-kx\!}
A tömegre ható tehetetlenségi erő Newton 2. törvénye szerint arányos a gyorsulással:
{\displaystyle \Sigma \ F=ma=m{\ddot {x}}=m{\frac {d^{2}x}{dt^{2}}}}
A tömegre ható erők összege az alábbi közönséges differenciálegyenletre vezet:
{\displaystyle m{\ddot {x}}+kx=0.}
Ha feltesszük, hogy a rezgés kezdetekor a rugót “A” értékkel megnyújtjuk, majd elengedjük, a mozgásegyenlet a következő alakú lesz:
{\displaystyle x(t)=A\ cos(\omega _{k}t)=A\cos(2\pi f_{k}t)=A\sin {\frac {2\pi }{T}}t\!}, ahol T a periódusidő.
A megoldás azt mondja, hogy a rendszer “A” amplitúdójú és {\displaystyle f_{n}} frekvenciájú egyszerű harmonikus rezgőmozgást fog végezni. De mi is az {\displaystyle f_{k}}? {\displaystyle f_{k}} a rezgésanalízis egyik legfontosabb mennyisége, melyet csillapítatlan sajátfrekvenciának hívnak. Az {\displaystyle f_{k}} egytömegű lengőrendszer esetén:
{\displaystyle f_{k}={1 \over {2\pi }}{\sqrt {k \over m}}\!,}
illetve az ennek megfelelő szögsebesség:
{\displaystyle \omega _{k}={\sqrt {k \over m}}\!.}
Megjegyzés: Az {\displaystyle \omega } szögsebességet, ({\displaystyle \omega =2\pi f}) radián/s egységgel gyakran használják az összefüggésekben, mert egyszerűvé teszi a kifejezéseket, a  frekvencia mértékegysége a Hz, vagy azzal egyenlő rezgés/másodperc).
Ha ismerjük a rendszer tömegét és rugómerevségét, a fenti képlettel kiszámíthatjuk azt a frekvenciát, mellyel a rendszer rezegni fog, ha a nyugalmi helyzetéből egy kezdeti zavarás kitéríti, majd magára hagyjuk. Minden lengőrendszernek egy vagy több sajátfrekvenciája van, mellyel a szabad lengéseit (rezgéseit) végzi. Ennek az egyszerű összefüggésnek segítségével megmagyarázható, mi történik egy összetett rendszerrel, ha további tömeget vagy rugót adunk hozzá.
Például, ha egy teherautót teljesen megrakodnak, a rugózása érezhetően “lágyabb” lesz az üres kocsiéhoz képest, mivel a tömegét megnöveltük és így a sajátfrekvenciája csökken.

#### Mi okozza a rendszer rezgését, ha nem hat rá gerjesztőerő?
Ezek a képletek leírják a mozgást, de nem magyarázzák meg, miért mozog a rendszer. A rendszer mozgása az energia megmaradásával magyarázható. A fenti példában “A” értékkel megnyújtottuk a rúgót és így {\displaystyle {\tfrac {1}{2}}kA^{2}} potenciális energiát tároltunk a rugóban.
Ha elengedjük a rugót, a rugó igyekszik visszatérni terheletlen állapotába és ennek folyamán felgyorsítja a tömeget. Azon a ponton, ahol a rugó eléri terheletlen állapotát, nem tárol többé energiát, de a tömeg elért legnagyobb sebességét és így minden energia átalakult {\displaystyle {\tfrac {1}{2}}mv^{2}} mozgási energiává. Ettől kezdve a tömeg mozgása lassulni fog, mert így a másik irányba nyomja össze a rugót és a mozgási energia fokozatosan átalakul ismét potenciális energiává. Az energiának ez az átalakulása kinetikus energiából potenciális energiává és vissza okozza a tömeg oszcilláló mozgását.
A fenti egyszerű modellben a tömeg a rezgést örökké folytatni fogja a kezdeti amplitúdóval, de a valóságos rendszerekre mindig hat valamiféle csillapítás, mely az energiát elnyeli és így a rendszer rezgése előbb-utóbb megszűnik.

### Csillapított szabad rezgés

Csillapított szabad rezgés modellje

Az előbbi modellt most egészítsük ki viszkózus csillapítással, melyet az jellemez, hogy a csillapító erő arányos a tömeg sebességével. Ezt a csillapítást viszkózusnak nevezik, mivel a folyadék csillapítását modellezi. A “c” arányossági tényezőt csillapítási tényezőnek nevezik, mértékegysége N s/m.
{\displaystyle F_{c}s=-cv=-c{\dot {x}}=-c{\frac {dx}{dt}}\!}
Összegezve a tömegre ható erőket az alábbi közönséges differenciálegyenletet kapjuk:
{\displaystyle m{\ddot {x}}+{c}{\dot {x}}+{k}x=0.}
Az egyenlet megoldása a csillapítás mértékétől függ. Ha a csillapítás eléggé kicsi, a rendszer rezegni fog, de idővel megszűnik a rezgése. Ez az eset a gyakorlat szempontjából a legfontosabb. Ha a csillapítást addig növeljük, míg a rendszer éppen megszűnik rezegni, akkor elértük a kritikus csillapítást. A kritikus csillapításhoz tartozó csillapítási tényező értéke egytömegű lengőrendszer esetén:
{\displaystyle c_{k}=2{\sqrt {km}}}
A rendszer csillapításának mértékéül a csillapítási viszonyt vezették be. (Ezt csillapítási faktornak vagy a kritikus csillapítás %-ának is hívják). Ez a csillapítási viszony a tényleges csillapítási tényező és a kritikus csillapítási tényező hányadosa. Képlete az egytömegű lengőrendszer esetén:
{\displaystyle \zeta ={c \over 2{\sqrt {km}}}.}
A fémszerkezetek (például egy repülőgép törzs, belsőégésű motor forgattyús tengelye) csillapítási viszonya 0,05-nél kevesebb, gépkocsi kerékfelfüggesztése esetén 0,2-0,3 között van.
A csillapított modell differenciálegyenletének megoldása:
{\displaystyle x(t)=Xe^{-\zeta \omega _{k}t}\cos({{\sqrt {1-\zeta ^{2}}}\omega _{k}t-\phi }),\ \ \omega _{k}=2\pi f_{k}}

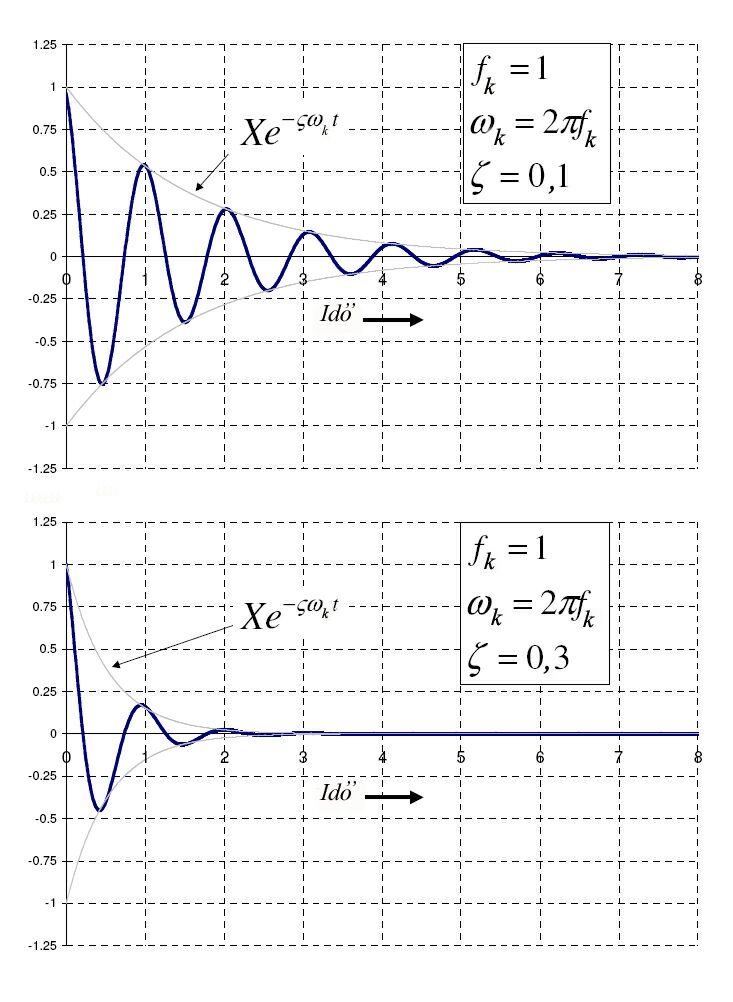
Szabadrezgés 0,1 és 0,3 csillapítási tényezővel

“X” értéke a kitérés kezdeti értéke és {\displaystyle \phi } a fázisszög. Ezeknek az értékeknek a képlete a referenciákban található.
A képletben két dolgot kell kiemelni. Az egyik az exponenciális kifejezés, amely azt mutatja, hogy a rezgés milyen gyorsan csillapodik le – minél nagyobb a csillapítási viszony, annál gyorsabban tart a kitérés nullához. A másik a koszinuszfüggvény, ez az eredmény oszcilláló része, de a rezgés frekvenciája eltér a csillapítás nélküli esetétől.
Az  {\displaystyle f_{cs}}  sajátfrekvenciát ebben az esetben csillapított sajátfrekvenciának nevezik, összefüggése a csillapítatlan sajátfrekvenciával az alábbi:
{\displaystyle f_{cs}={\sqrt {1-\zeta ^{2}}}f_{k}}
A csillapított sajátfrekvencia kisebb, mint a csillapítatlan, de sok gyakorlati esetben a csillapítási viszony kicsi és így a különbség elhanyagolható. Ezért a csillapított és csillapítatlan jelzőt gyakran elhagyják a sajátfrekvencia elől (például 0,1 csillapítási viszonynál a csillapított sajátfrekvencia csak 1%-kal kisebb, mint a csillapítatlan).
A jobb oldali diagramok azt mutatják, hogy 0,1 és 0,3 csillapítási viszony esetén hogy cseng le a rezgés. A gyakorlatban gyakran úgy mérik a csillapítást, hogy egy ütés (például kalapácsütés) után kísérletileg meghatározzák a sajátfrekvenciát a lengések gyakoriságából és a csillapítási viszonyt a kitérések csökkenésének mértékéből. A sajátfrekvencia és a csillapítási viszony ismerete nemcsak a szabadlengések esetén fontos, hanem meghatározza a rendszer viselkedését a gerjesztett rezgések esetén is.

### Gerjesztett rezgés csillapítással
Ebben a fejezetben az egytömegű, csillapított lengőrendszer viselkedését vizsgáljuk az alábbi harmonikus gerjesztőerő hatására. Ilyen gerjesztést például forgó, kiegyensúlyozatlan tömeg kelt.
{\displaystyle F=F_{0}\cos {(2\pi ft)}\!}
Ha ismét összegezzük a lengőrendszer tömegére ható erőket, az alábbi közönséges differenciálegyenletet kapjuk:
{\displaystyle m{\ddot {x}}+{c}{\dot {x}}+{k}x=F_{0}\cos {(2\pi ft)}}
Ennek az állandósult állapothoz tartozó megoldása:
{\displaystyle x(t)=X\cos {(2\pi ft-\varphi )}\!}
Az eredmény szerint a tömeg a gerjesztés f frekvenciájával fog rezegni, de {\displaystyle \phi } fáziskéséssel.
A rezgés “X” amplitúdóját az alábbi képlet határozza meg:
{\displaystyle X={F_{0} \over k}{1 \over {\sqrt {(1-r^{2})^{2}+(2\zeta r)^{2}}}}}
Ahol “r” a harmonikus gerjesztés frekvenciájának és a csillapítás nélküli egytömegű lengőrendszer sajátfrekvenciájának hányadosa:
{\displaystyle r={\frac {f}{f_{n}}}}
A {\displaystyle \varphi } fáziskésés pedig:
{\displaystyle \varphi =\mathrm {arctg} {\left({\frac {2\zeta r}{1-r^{2}}}\right)}}
Ezeknek a függvényeknek a grafikonjai, melyeket a rendszer gerjesztésre adott válaszának neveznek, a gerjesztett rezgés legfontosabb jellemzőit tartalmazzák. Gyengén csillapított rendszernél, ahol a gerjesztés frekvenciája a sajátfrekvenciához közel esik, igen nagy rezgésamplitúdó léphet fel. Ezt a jelenséget rezonanciának nevezik (emiatt a rendszer sajátfrekvenciáját gyakran rezonancia-frekvenciának is hívják).
A mechanikai rendszerekben fellépő rezonancia igen káros lehet – esetleg a rendszer meghibásodásához is vezethet. Ennélfogva a rezgésanalízis egyik fő oka az, hogy meghatározzuk, hol léphet fel rezonancia, és milyen rendszabályokat kell tenni, hogy elkerüljük fellépését. Az amplitúdó diagramja jól mutatja, hogy a rendszer csillapítását növelve érezhetően csökkenthető a rezgés erőssége. Hasonlóképpen a rezgéserősség csökkenthető, ha a sajátfrekvenciát eléggé messze visszük a gerjesztés frekvenciájától megváltoztatva a rendszer merevségét vagy tömegét. Ezt a műveletet nevezik elhangolásnak. Ha a rendszert nem lehet megváltoztatni, esetleg a gerjesztés frekvenciáján lehet változtatni (például megváltoztatni a gerjesztést létrehozó gép fordulatszámát).
Az alábbiakban a gerjesztésre adott frekvencia-válasz néhány további szempontját mutatjuk be.
- Adott frekvencia viszonynál az X rezgésamplitúdó egyenesen arányos az {\displaystyle F_{0}} gerjesztőerő-amplitúdóval (vagyis például kétszer nagyobb erőre kétszer erősebb rezgés a válasz).
- Csillapítás nélküli vagy kis csillapítású esetben a rezgés és a gerjesztőerő fázisban van, ha r < 1 és 180º-ot késik, ha a frekvenciaviszony  r > 1-nél.
- Ha r<<1, az amplitúdó megegyezik a rugó kitérésével {\displaystyle F_{0}} statikus erő hatására. Így r<<1 esetén a tömeg és csillapítás hatása minimális.

- Ha r>>1, a rezgésamplitúdó kisebb, mint a rugó statikus erő hatására bekövetkező {\displaystyle \delta _{st}} kitérése. Ebben a tartományban a tömeg által keltett F=ma erő hatása érvényesül, mert a gyorsulás növekszik a frekvenciával. Mivel az X rugókitérés csökken ebben a tartományban, az F=kx rugóerő is csökken. Ezért a tömeg-rugó-csillapítás rendszer alapja a harmonikus gerjesztőerőtől szigetelt lesz, ezért az ilyen rendszert rezgésszigetelésnek hívják. Érdekességképpen megemlítjük, hogy a csillapítás növelése rontja a rezgésszigetelés hatásosságát, ha r>>1, mivel az F=cv csillapító erő is átadódik az alapnak.

#### Mi okozza a rezonanciát?
A rezonanciát egyszerű megérteni, ha a tömeget kinetikusenergia-tárolónak, a rugót potenciálisenergia-tárolónak fogjuk fel. Ahogy korábban láttuk, ha sem a tömegre sem a rugóra nem hat külső erő, akkor a két energiafajtát folytonosan átalakítják egymásba a sajátfrekvencia gyakoriságával. Más szóval, ha hatékonyan közlünk energiát a tömeggel vagy a rúgóval, akkor a szabadlengések ütemében kell betáplálni az energiát. A tömeggel és a rugóval energiát közölni hasonló művelet, mint ahogy egy gyereket lökünk a hintán, a megfelelő pillanatban kell meglökni a hintát ahhoz, hogy egyre magasabbra repüljön. Ugyanúgy, mint a hinta esetében, az alkalmazott erőnek nem kell nagynak lennie ahhoz, hogy heves mozgást érjünk el. Csak arról kell gondoskodni, hogy az energiaátadás a megfelelő időben következzék be.
A csillapítás energiatárolás helyett felemészti az energiát. Mivel a csillapítóerő arányos a sebességgel, minél kisebb a kitérés (középső holtpontban a sebesség maximális, a gyorsulás nulla), annál több energiát nyel el a csillapítás. Ezért be fog következni egy ponton az, hogy a gerjesztő erő által betáplált energia és a csillapítás által elnyelt energia egyenlő lesz. Ennél az állapotnál a rendszer rezgési amplitúdója legnagyobb értékét éri el, és ezzel az amplitúdóval fog rezegni, amíg a gerjesztés változatlan marad. Ha nincs csillapítás, nincs ami elnyelje az energiát, és ezért elvileg a kitérés végtelenig fokozódik.

#### Összetett gerjesztés hatása az egytömegű lengőrendszerre

Hogyan lehet harmonikus komponenseiből előállítani a négyszöghullámot

Eddig csak egy egyszerű harmonikus erőt vettünk figyelembe, de ez modell kiterjeszthető a több gerjesztő erő esetére is két fontos matematikai eszköz segítségével.
Az első a Fourier-transzformáció, mely az idő függvényében adott jelet harmonikus összetevőire bontja, így a frekvencia függvényébe képezi le. Például hasson egy tömeg-rugó-csillapítás modellre a következő ismétlődő gerjesztőerő ciklus: egy 1 newton nagyságú állandó erő 0,5 másodperig, majd 0,5 másodpercig ne hasson rá semmilyen erő. Az ilyen típusú gerjesztést 1 Hz-es négyszöghullámnak hívják.
A négyszöghullám Fourier-transzformáltja egy frekvencia spektrum lesz, vagyis sok egyszerű, de különböző frekvenciájú és amplitúdójú harmonikus rezgés összege, melyekből a négyszöghullám felépül. (A fázisszögek szintén meghatározhatók, de ezek kisebb jelentőségűek, legtöbbször nincs rájuk szükség.)
A Fourier-transzformáció nem periodikus függvények (impulzusok, véletlenszerű függvények) analizálására is alkalmas. A számítógépek a gyors Fourier-transzformáció (FFT) ablakfüggvényes változatával végzik ezeket a számításokat.
A példabeli négyszöghullám esetében (lásd az ábrát) az első komponens egy állandó 0,5 newton nagyságú erő, melyet a 0 Hz-hez tartozó érték képvisel a frekvenciaspektrumban. A következő komponens az 1 Hz frekvenciájú 0,64 amplitúdójú szinuszhullám. Ezt az ábrán az 1 Hz-nél felrajzolt függőleges egyenes jeleníti meg. A további komponensek a páratlan számú frekvenciákon látható végtelen sok szinuszhullámból állnak, melyek összességükben kiadják a négyszöghullámot. Ilyen módon a Fourier-transzformáció segítségével lehetővé válik a bonyolult alakú erőket harmonikus komponenseire bontani. Bár tetszőleges gerjesztés esetén (így a négyszöghullám esetén is) a Fourier-transzformáció végtelen sok harmonikus komponenst eredményez, gyakorlati vizsgálatokhoz (ahogy az ábrából is látható) az első néhány összetevő figyelembevétele elegendő, mert a magasabb frekvenciájú összetevők amplitúdója egyre kisebb.
Az előzőekben a gerjesztett rezgés időfüggvénye egyetlen harmonikus lefutású erőre lett megadva, de a Fourier-transzformáció általában több harmonikus erőt eredményez. Ha a rendszer lineáris, az egymástól függetlenül kiszámolt részmegoldásokat összegezni lehet a szuperpozíció elve értelmében. A tömeg-rugó-csillapítás modell esetén a rendszer lineáris, ha a rugóerő arányos a kitérítéssel és a csillapító erő arányos a tömeg mindenkori sebességével az egész működési tartományban. Így a rendszer válasza a négyszöghullám alakú gerjesztésre a harmonikus komponensekre adott válasz összegeként meghatározható.

#### Frekvencia válasz modell

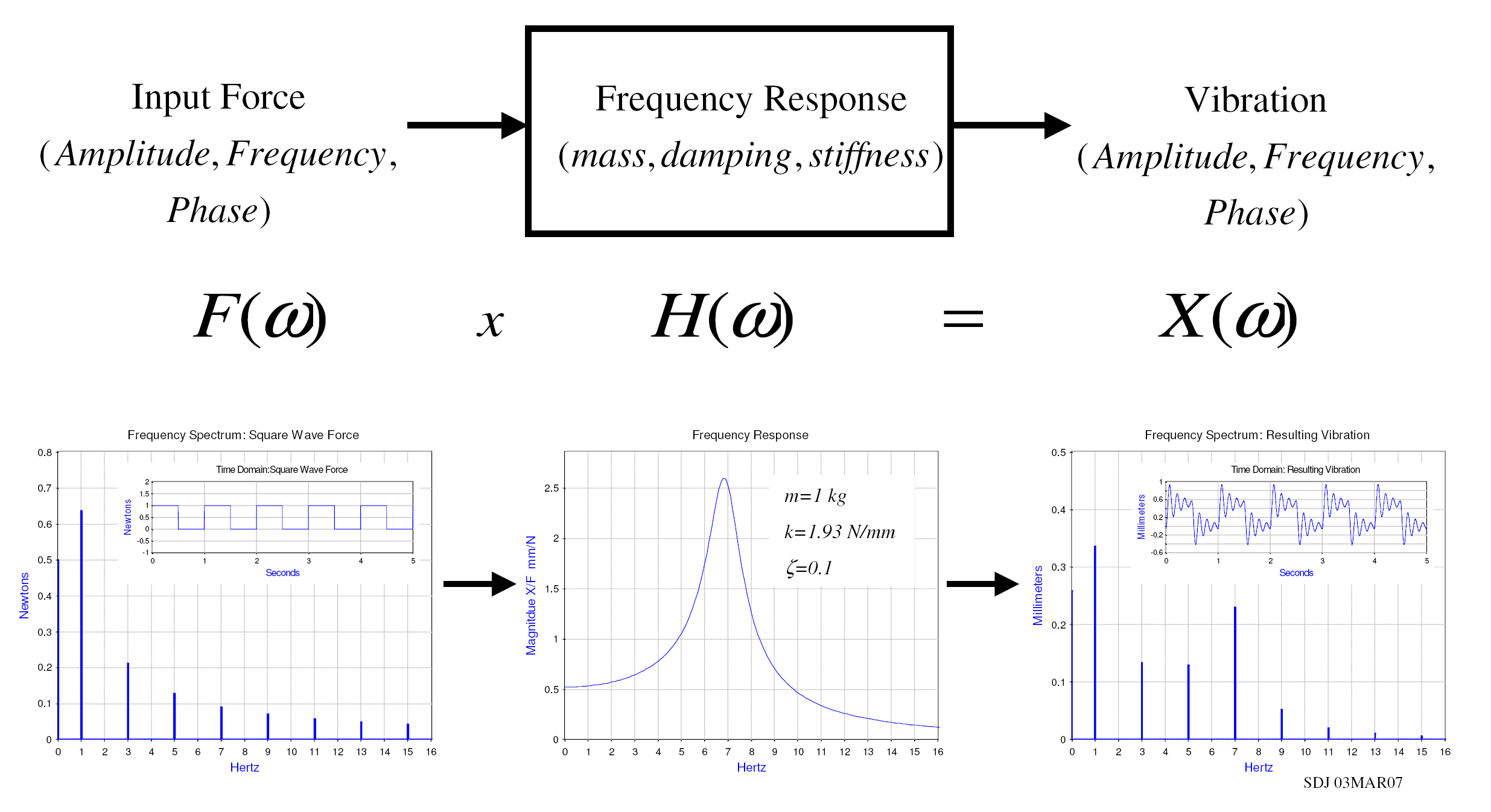
Frekvencia válasz-modell

Ebben a modellben a megoldást a bemenet (gerjesztés) és a kimenet (rezgésamplitúdó) egymáshoz való viszonyában keressük. Ha a gerjesztőerőt és a rezgéserősséget az {\displaystyle \omega \,} frekvencia függvényének tekintjük, akkor felírhatjuk a következő egyenletet:
{\displaystyle X(\omega )=H(\omega )*F(\omega )\ \ vagy\ \ H(\omega )={X(\omega ) \over F(\omega )}}
A {\displaystyle H(\omega )\,} függvényt frekvencia válasz függvénynek vagy frekvencia átviteli függvénynek nevezik (ez utóbbi pontatlanabb elnevezés) és ha komplex számként definiáljuk, melynek valós és képzetes része is van, akkor nemcsak a rezgésamplitúdót, hanem a fázisszöget is tartalmazza. A frekvencia válaszfüggvény egytömegű csillapított lengőrendszerre már a korábbiakban bemutatásra került:
{\displaystyle |H(\omega )|=\left|{X(\omega ) \over F(\omega )}\right|={1 \over k}{1 \over {\sqrt {(1-r^{2})^{2}+(2\zeta r)^{2}}}}}
ahol:
{\displaystyle r={\frac {f}{f_{n}}}={\frac {\omega }{\omega _{n}}}}
A fázisszög a korábbiak ismeretében:
{\displaystyle \varphi =\angle H(\omega )=\mathrm {arctg} {\left({\frac {2\zeta r}{1-r^{2}}}\right)}}
Például számítsuk ki egy 1 kg tömegből, 1,93 N/mm rugómerevségű rugóból és 0,1 csillapítású rendszernek a frekvencia válaszát. A csillapítás nélküli rendszer sajátfrekvenciája erre az esetre 7 Hz. Ha az előbbiekben vizsgált 1 Hz-es frekvenciájú négyszöghullámú gerjesztést alkalmazzuk a rendszerre, kiszámíthatjuk a frekvenciaválaszt. Az ábrán látható az eredményezett rezgés frekvenciaspektruma. A példa esetében a négyszöghullám negyedik harmonikusa 7 Hz-re esik. Az egytömegű lengőrendszer válasza 7 Hz-en tehát viszonylag nagy amplitúdót eredményez annak ellenére, hogy a gerjesztőerő 7 Hz-es harmonikus komponense viszonylag alacsony értékű. A példa azt mutatja, hogy az eredményezett rezgés erőssége mind a gerjesztés erősségétől, mind a rendszer tulajdonságaitól függ.
A frekvencia válasz függvényt nemcsak a rendszer tömeg-, merevségi és csillapítási viszonyainak ismeretével lehet kiszámítani, hanem méréssel is meg lehet határozni. Például, ha ismert amplitúdójú, de változó frekvenciájú harmonikus erővel gerjesztjük a rendszert, mérni lehet a rendszer válaszrezgéseit és így megismerhetők a rendszer rezgéstani jellemzői.